# Distrito de Mastchoh
Mastchoh (en tayiko: Ноҳияи Мастчоҳ) es un distrito de Tayikistán, en la provincia de Sughd. 
Comprende una superficie de 4712 km².
El centro administrativo es la ciudad de Buston.

## Demografía
Según estimación 2009 contaba con una población total de 101700 habitantes.

## Otros datos
El código ISO es 	TJ.SU.MA, el código postal 735800 y el prefijo telefónico +992 3445.